# 櫻井茂男
櫻井 茂男（桜井茂男　さくらい　しげお、1956年6月2日 - ）は、日本の発達心理学者、筑波大学名誉教授。

## 略歴
長野県生まれ。1981年信州大学教育学部小学校教員養成課程教育心理学科卒業。1986年筑波大学大学院博士課程心理学研究科心理学専攻修了、「内発的動機づけに関する自己評価的モデルの実証的研究」で教育学博士の学位を取得。1987年奈良教育大学助教授、筑波大学人間系心理学域助教授、教授。現、筑波大学名誉教授。

## 著作
- 『内発的動機づけのメカニズム 自己評価的動機づけモデルの実証的研究』風間書房 1990
- 『「無気力」の教育社会心理学 無気力が発生するメカニズムを探る』風間書房 1995
- 『学習意欲の心理学 自ら学ぶ子どもを育てる』誠信書房 1997
- 『現代に生きる若者たちの心理 嗜癖・性格・動機づけ』風間書房 1997
- 『子どものストレス たくましい子に育てるストレス対処法』大日本図書 New心理学ブックス 1998
- 『自ら学ぶ意欲を育む先生』図書文化社 先生シリーズ 1998
- 『子どものやる気と社会性』風間書房 1999
- 『問題行動の底にあるもの 子どもの不安とその克服』教育出版 やさしい心理学 2000
- 『自ら学ぶ意欲の心理学 キャリア発達の視点を加えて』有斐閣 2009

### 共編著
- 『たのしく学べる乳幼児の心理』岩立京子共編著 福村出版 1997
- 『子どもの福祉 発達・臨床心理学の視点から』桜井登世子,松尾直博共著 福村出版 1999
- 『しっかり学べる発達心理学』大川一郎共編著 福村出版 1999
- 『乳幼児のこころの発達』全3巻 編著 大日本図書 New心理学ブックス 1999
- 『心理学ワールド入門』編著 福村出版 2001
- 『子どものこころ 児童心理学入門』濱口佳和,向井隆代共著 有斐閣アルマ 2003
- 『たのしく学べる最新教育心理学 教職にかかわるすべての人に』編 図書文化社 2004
- 『はじめて学ぶ乳幼児の心理 こころの育ちと発達の支援』編 有斐閣ブックス 2006
- 『発達臨床教育相談マニュアル アセスメントと支援の実際』杉原一昭,大川一郎,藤生英行,藤岡久美子共編 川島書店 2006
- 『子どもの発達を支える 対人関係・適応』松井豊共編 サイエンス社 心理測定尺度集 2007
- 『たのしく学べる最新発達心理学 乳幼児から中学生までの心と体の育ち』編 図書文化社 2010
- 『新教職教育講座 第7巻 発達と学習』茂呂雄二共編 協同出版 2013
- 『スタンダード発達心理学』佐藤有耕共編 サイエンス社 ライブラリスタンダード心理学 2013

### 翻訳
- エドワード・L.デシ, リチャード・フラス『人を伸ばす力 内発と自律のすすめ』監訳 新曜社 1999

### 論文
- Cinii